# Yaa Gyasi
Yaa Gyasi (Mampong, 1989) è una scrittrice statunitense originaria del Ghana.

## Biografia
Nata a Mampong, in Ghana, nel 1989, a due anni si è trasferita negli Stati Uniti, dove il padre ha completato gli studi all'Università statale dell'Ohio prima di diventare professore di francese. Cresciuta a Huntsville, ha conseguito un Bachelor of Arts in inglese all'Università di Stanford e un Master of Fine Arts all'Iowa Writers' Workshop dove ha ottenuto un Dean's Graduate Fellowship. Nel 2016 ha esordito nella narrativa con il romanzo Non dimenticare chi sei, saga familiare che percorre 8 generazioni dalla schiavitù ai giorni d'oggi, che le è valso un contratto da un milione di dollari e numerosi riconoscimenti.

## Opere principali

### Romanzi
- Non dimenticare chi sei (Homegoing, 2016), Milano, Garzanti, 2017 traduzione di Valeria Bastia ISBN 978-88-11-67167-1.
- Protezione (Transcendent Kingdom, 2020), Milano, Garzanti, 2021 traduzione di Valeria Bastia ISBN 978-88-11-81885-4.

## Premi e riconoscimenti
- John Leonard Award: 2016 vincitrice con Non dimenticare chi sei[8]
- American Book Awards: 2017 vincitrice con Non dimenticare chi sei[9]
- Dayton Literary Peace Prize: 2017 seconda classificata con Non dimenticare chi sei[10]
- Premio PEN/Hemingway: 2017 vincitrice con Non dimenticare chi sei[11]